# Geosynklinála

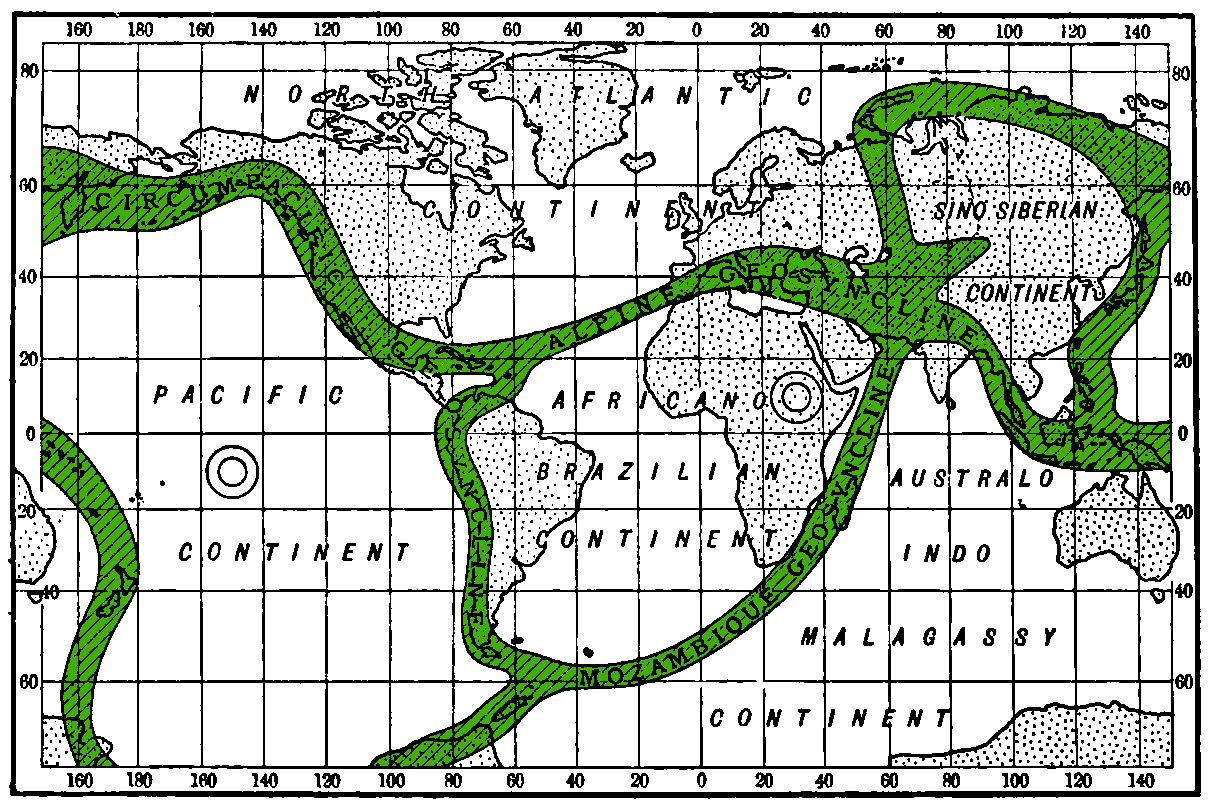
Mapa Geosynklinál, 1912

Geosynklinála je rozsáhlá labilní sedimentační část zemské kůry, která se vyznačuje déle trvajícím poklesem. Název geosynklinála zavedl americký mineralog a geolog J. D. Dana. V geosynklinálách probíhají dlouhé období usazování úlomků hornin z přilehlých pevnin. Vrstvy těchto sedimentů mohou zasahovat hloubky 10 kilometrů. Během následujících tektonických pohybů se začnou tvořit vrásy, vrásové průsmyky i příkrovy, což zapříčiní zdůrazňování sedimentárních souvrství do velkých výšek, což může mít za následek vznik pásových pohoří.
Dnes všeobecně uznávaná teorie deskové tektoniky teorii geosynklinál překonala. Přestože koncepce geosynklinál nebyla správná, ve své době správně definovala některé fáze kontinentální kolize. Za geosynklinály jsou dodnes označovány prodloužené oceánské pánve podél kontinentů.

## Starší a současný pohled na geosynklinály
Ve druhé polovině 19. století američtí geologové James Hall a J. D. Dana na základě výzkumu Apalačského pohoří vyslovili takzvanou geosynklinální koncepci vzniku pohoří. Před všeobecným přijetím teorie deskové tektoniky se někteří geologové domnívali, že geosynklinály jsou rozsáhlé prohloubeniny zemské kůry, které vznikají v bezprostřední blízkosti pevniny, v mořích střední hloubky (asi 200–1000 metrů), jejichž dno během tohoto procesu poklesávalo. Poklesávání mořského dna blízko pevniny, na rozdíl od dnešní představy, odůvodnili tím, že se v těchto oblastech zemská kůra snadněji ohýbá. Po dosažení kritické hloubky asi 14 kilometrů docházelo podle jejich představ k horizontálnímu stlačení mas sedimentů a následnému vzniku pásmového pohoří. Dnes se geosynklinály nepovažují za příčinu vzniku pohoří, ale za jeden z jevů, který předchází jejich vyzdvihnutí, a který zapadá do koncepce globální deskové tektoniky.

### Geosynklinální oblasti
Ze studie geosynklinál byla zřejmá existence paralelních pásů s odlišným typem sedimentů. Z pohledu dnešní koncepce deskové tektoniky lze tyto oblasti charakterizovat následujícím způsobem:
- miogeosynklinála: je zóna přilehlá ke kontinentu, ležící převážně na šelfu s kontinentálním typem kůry. Tvoří ji zejména v mělkých hloubkách usazené sedimenty jako vápence, dobře vytříděné písky a břidlice.[2]
- eugeosynklinála: je hlubokovodní zónou, kde docházelo k akumulaci abysálních sedimentů jako jsou tmavé břidlice, flyšové turbidity nebo radiolarity, často jsou přítomné vulkanity, hlavně bazaltového složení,[2] které mohou být znakem někdejší přítomnosti oceánské kůry.